# Liga dos Campeões da CAF de 1975
A Copa Africana dos Campeões Clubes 1975 foi a 11ª edição da competição anual de clubes internacionais de futebol realizada na região da CAF (África). O Hafia FC do Guiné venceu a final, tornando-se campeão da Africa pela segunda vez.

## Equipes classificadas
| Associação                     | Equipe                |
| ------------------------------ | --------------------- |
| Benim                          | Étoile Porto Novo     |
| Burquina Fasso                 | Silures               |
| Burundi                        | Inter                 |
| Costa do Marfim                | ASEC Mimosas          |
| Etiópia                        | Embassoria            |
| Egito                          | Ghazl El-Mehalla      |
| Gana                           | Great Olympics        |
| Guiné                          | Hafia FC              |
| Gabão                          | Petrosport FC         |
| Gâmbia                         | Real Banjul           |
| Nigéria                        | Enugu Rangers         |
| Níger                          | Olympic               |
| Malawi                         | Big Bullets FC        |
| Lesoto                         | Matlama FC            |
| Tanzânia                       | Young Africans        |
| Zâmbia                         | Green Buffaloes       |
| Madagáscar                     | AS Corps Enseignement |
| República do Congo             | CARA Brazzaville      |
| República Centro-Africana      | ASDR Fatima           |
| República Democrática do Congo | AS Vita Club          |
| Somália                        | Horseed FC            |
| Sudão                          | Al-Merrikh            |
| Senegal                        | ASFA Dakar            |
| Serra Leoa                     | Mighty Blackpool      |
| Libéria                        | Bame Monrovia         |
| Uganda                         | Express FC            |
| Togo                           | Lomé I                |
| Mali                           | Djoliba AC            |

## Primeira rodada
| Equipe 1        | Total | Equipe 2              | 1.º jogo | 2.º jogo |
| --------------- | ----- | --------------------- | -------- | -------- |
| Djoliba         | 3-0   | Mighty Blackpool      | 2-0      | 1-0      |
| Fatima          | 3-2   | Al-Merrikh            | 3-0      | 0-21     |
| Bame Monrovia   | 1-4   | Lomé I                | 0-1      | 1-3      |
| Express         | 1-0   | Horsed                | 1-0      | 0-0      |
| Vita Club       | 5-1   | Petrosport FC         | 4-0      | 1-1      |
| Silures         | 5-2   | Étoile Porto Novo     | 3-2      | 2-0      |
| Olympic         | 1-6   | Mimosas               | 0-2      | 1-4      |
| Great Olympics  | 1-4   | Enugu Rangers         | 0-2      | 1-2      |
| Embassoria      | 1-3   | Inter                 | 1-1      | 0-2      |
| Big Bullets     | w/o   | Matlama               | 2        |          |
| Green Buffaloes | w/o   | AS Corps Enseignement | 3        |          |
| Hafia           | w/o   | Real Banjul           | 4        |          |

1 O jogo foi abandonado com o Al-Merrikh a liderar por 2-0, depois de a ASDR Fátima ter saído do campo para protestar contra o árbitro. ASDR Fatima foi expulso da competição.

2 Matlama FC, AS Corps Enseignement e Real Banjul desistiram.

## oitavas de final
| Equipe 1      | Total        | Equipe 2         | 1.º jogo | 2.º jogo |
| ------------- | ------------ | ---------------- | -------- | -------- |
| Inter         | 2-4          | Al-Merrikh       | 0-0      | 2-4      |
| Djoliba       | 3-4          | Lomé I           | 1-1      | 2-3      |
| Express       | 1-2          | Ghazl El-Mehalla | 1-1      | 0-1      |
| Vita Club     | 2-3          | Hafia            | 2-0      | 0-3      |
| Brazzaville   | 9-4          | Silures          | 4-0      | 5-4      |
| Mimosas       | 2-2 (6-5 p.) | ASFA Dakar       | 1-1      | 1-1      |
| Enugu Rangers | 1-1(g.f)     | Young Africans   | 0-0      | 1-1      |
| Big Bullets   | 2-5          | Green Buffaloes  | 0-2      | 2-3      |

## Quartas de Final
| Equipe 1         | Total       | Equipe 2      | 1.º jogo | 2.º jogo |
| ---------------- | ----------- | ------------- | -------- | -------- |
| Ghazl El-Mehalla | 2-1         | Al-Merrikh    | 2-1      | 0-0      |
| Mimosas          | 2-3         | Lomé I        | 1-0      | 1-3      |
| Brazzaville      | 2-2 (3-4 p) | Hafia         | 2-0      | 0-2      |
| Green Buffaloes  | 3-4         | Enugu Rangers | 2-2      | 1-2      |

## Semi-Final
| Equipe 1         | Total | Equipe 2      | 1.º jogo | 2.º jogo |
| ---------------- | ----- | ------------- | -------- | -------- |
| Hafia            | 2-1   | Lomé I        | 1-0      | 1-1      |
| Ghazl El-Mehalla | 3-4   | Enugu Rangers | 3-1      | 0-3      |

## Final
| Equipe 1 | Total | Equipe 2      | 1.º jogo | 2.º jogo |
| -------- | ----- | ------------- | -------- | -------- |
| Hafia    | 3-1   | Enugu Rangers | 1-0      | 2-1      |

## Campeão
| Liga dos Campeões da CAF 1975 Campeão |
| ------------------------------------- |
| Guiné                                 |
| Hafia FC Segundo Titúlo               |